# Grandi Stazioni
A GrandiStazioni a Ferrovie dello Stato (Olasz Államvasutak) leányvállalata, melynek feladata Olaszország 13 legfontosabb pályaudvarának üzemeltetése. 1998-ban alapították, kezdetben a Roma Termini pályaudvar üzemeltetéséhez.

## Pályaudvarok
- Bari Centrale (Bari)
- Bologna Centrale (Bologna)
- Genova Brignole (Genova)
- Genova Piazza Principe (Genova)
- Firenze S. Maria Novella (Firenze)
- Milano Centrale (Milánó)
- Napoli Centrale (Nápoly)
- Palermo Centrale (Palermo)
- Roma Termini (Róma)
- Roma Tiburtina (Róma)
- Torino Porta Nuova (Torino)
- Venezia Mestre (Velence)
- Venezia Santa Lucia (Velence)
- Verona Porta Nuova (Verona)

2003-ban, az országhatárt átlépve, elvállalta három cseh pályaudvar (prágai főpályaudvar, Karlovy Vary és Mariánské Lázně) átszervezését is.

## Képgaléria

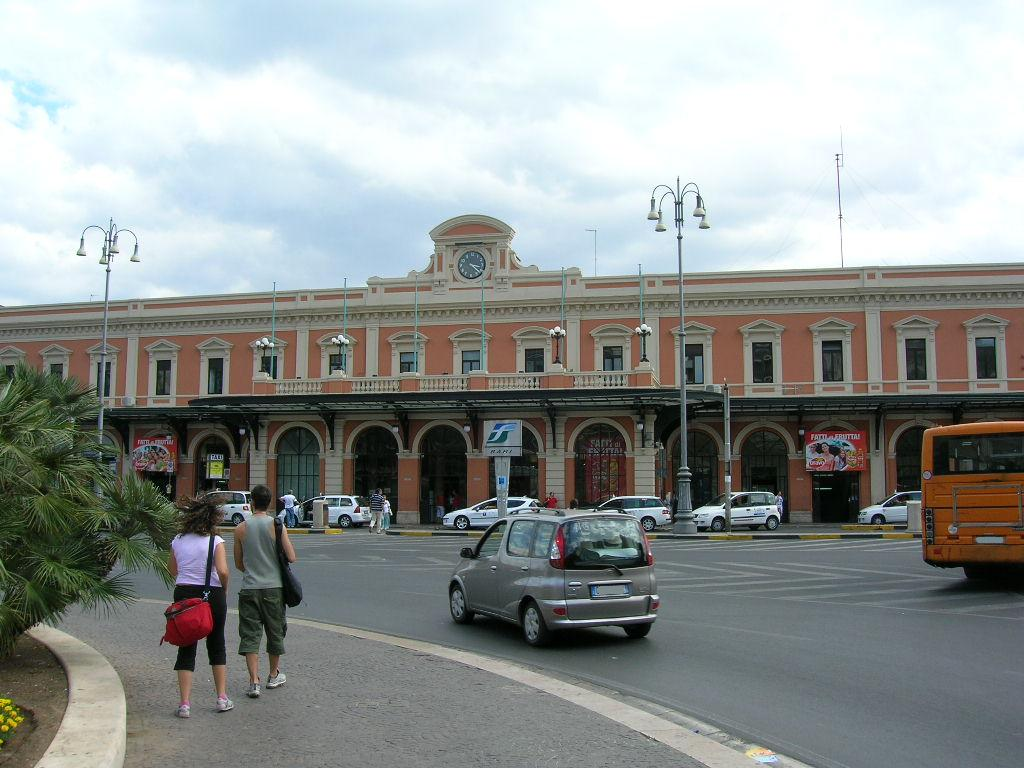
Bari Centrale
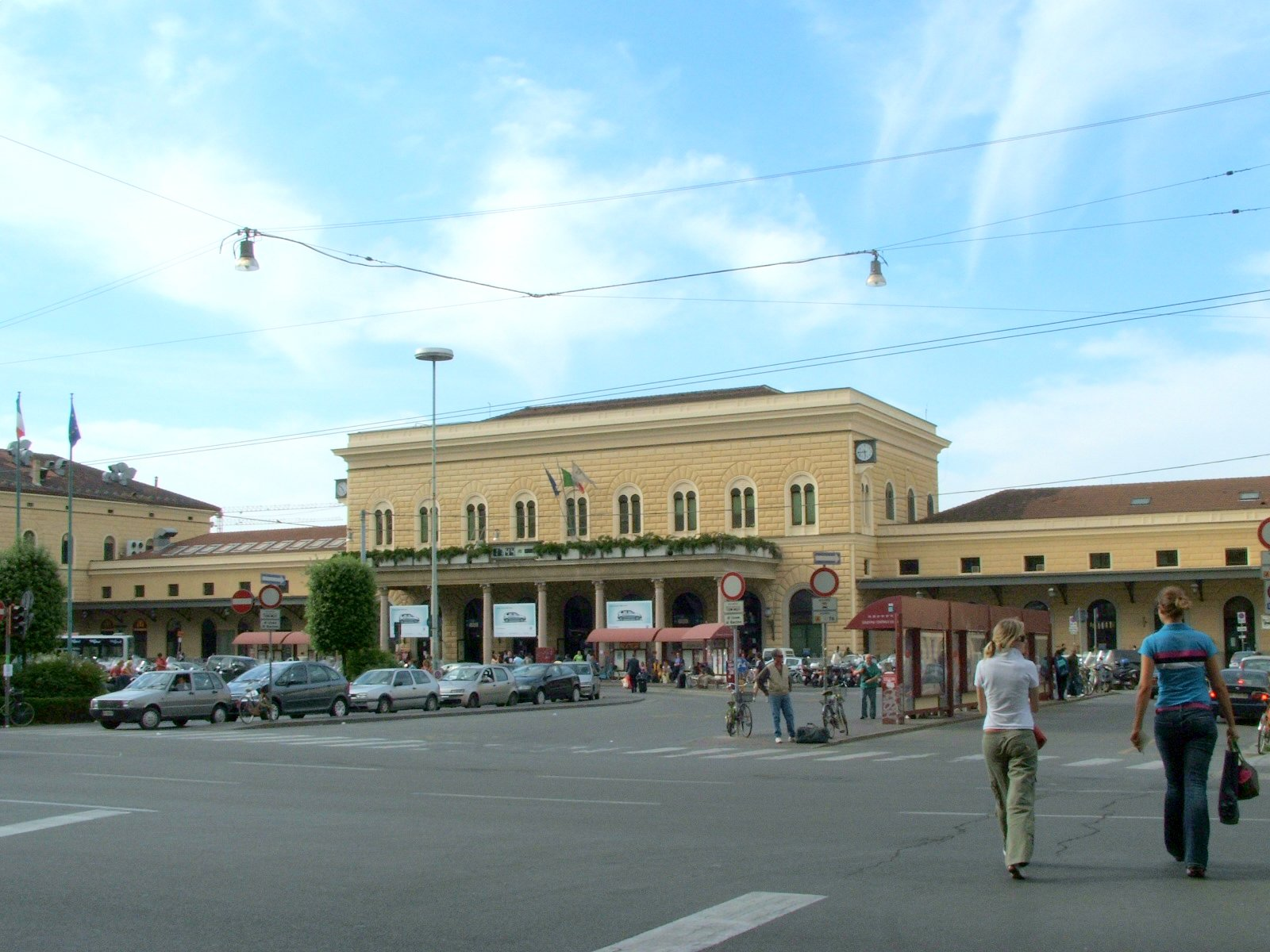
Bologna Centrale
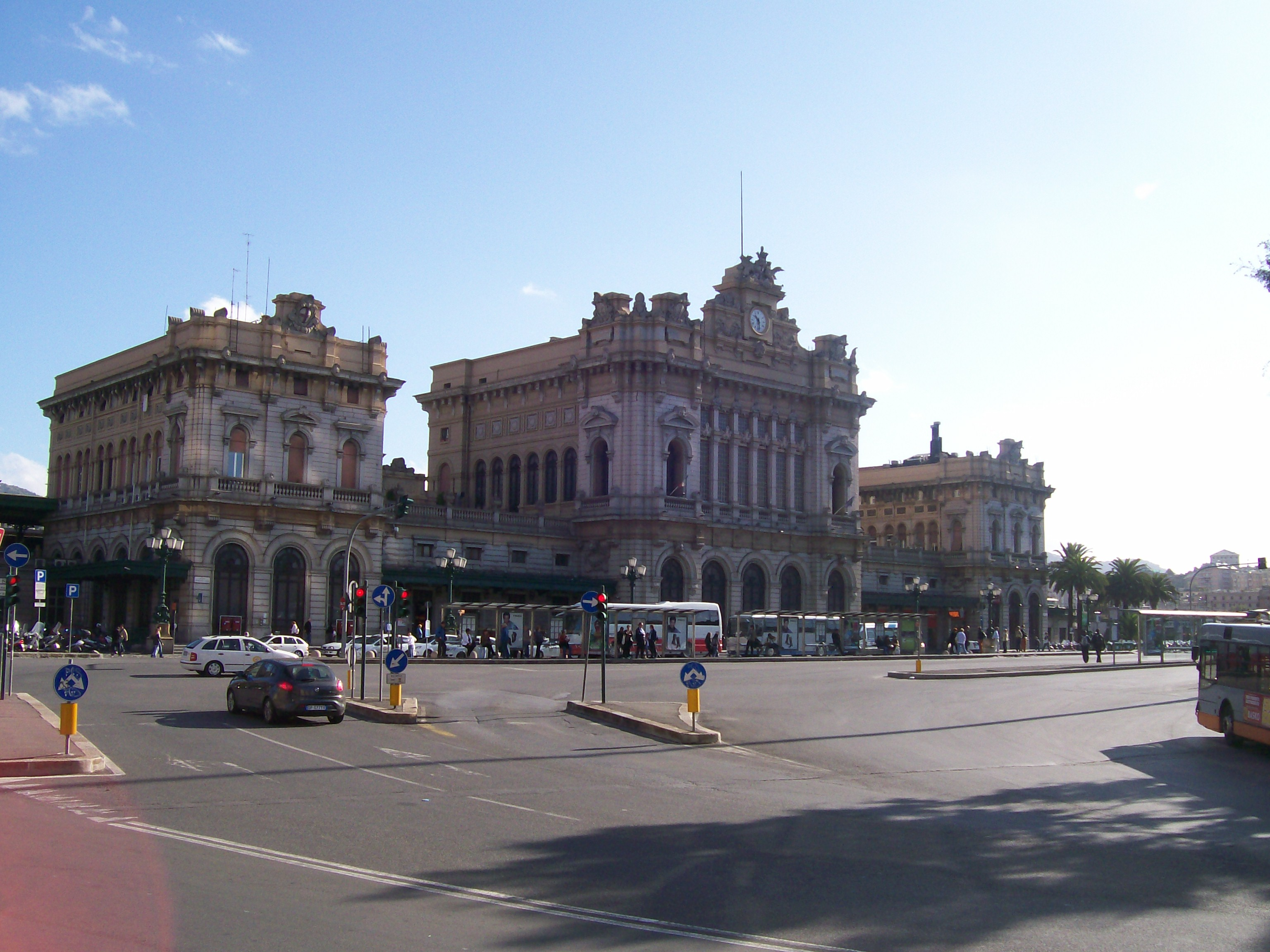
Genova Brignole
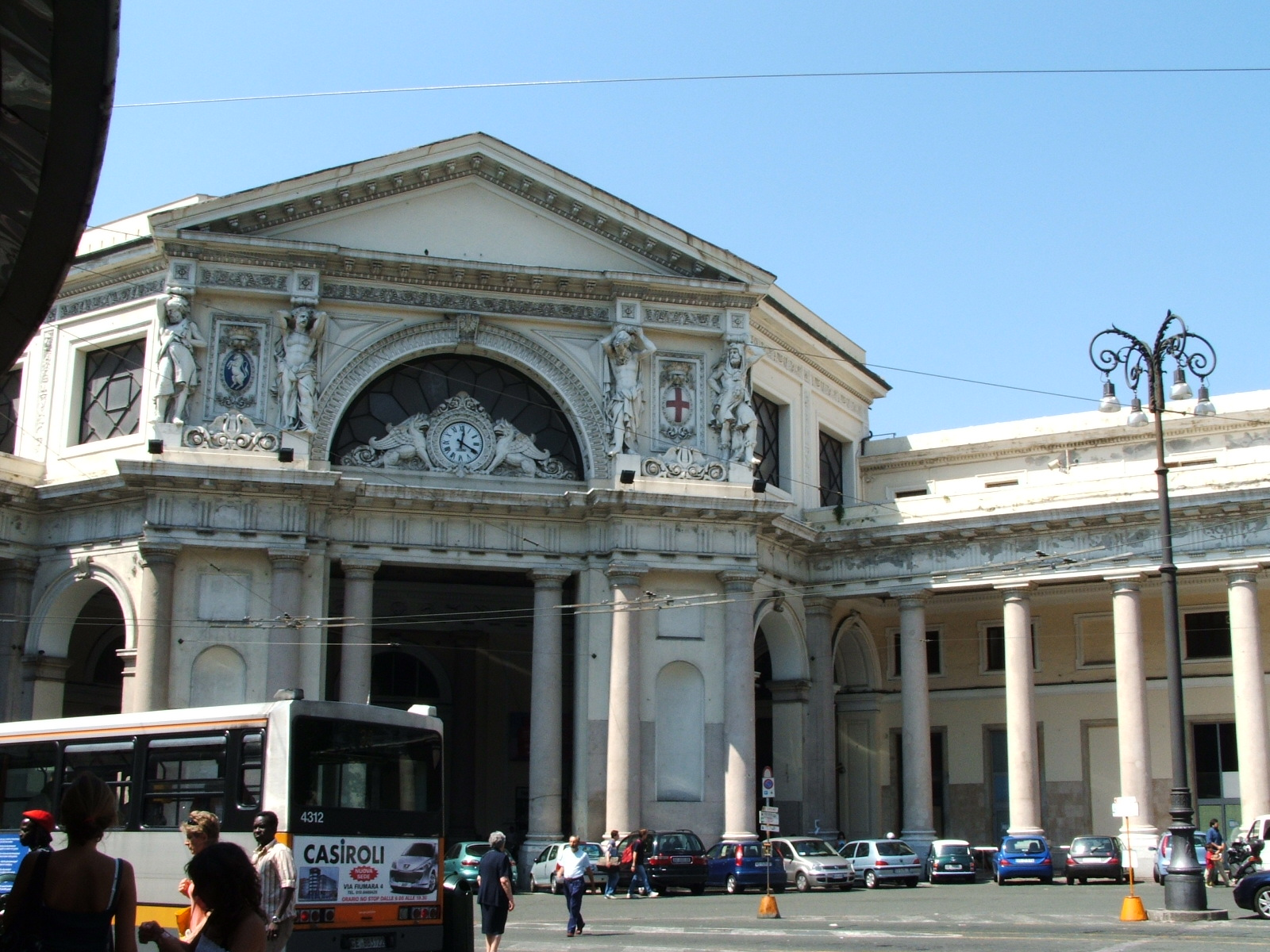
Genova Piazza Principe
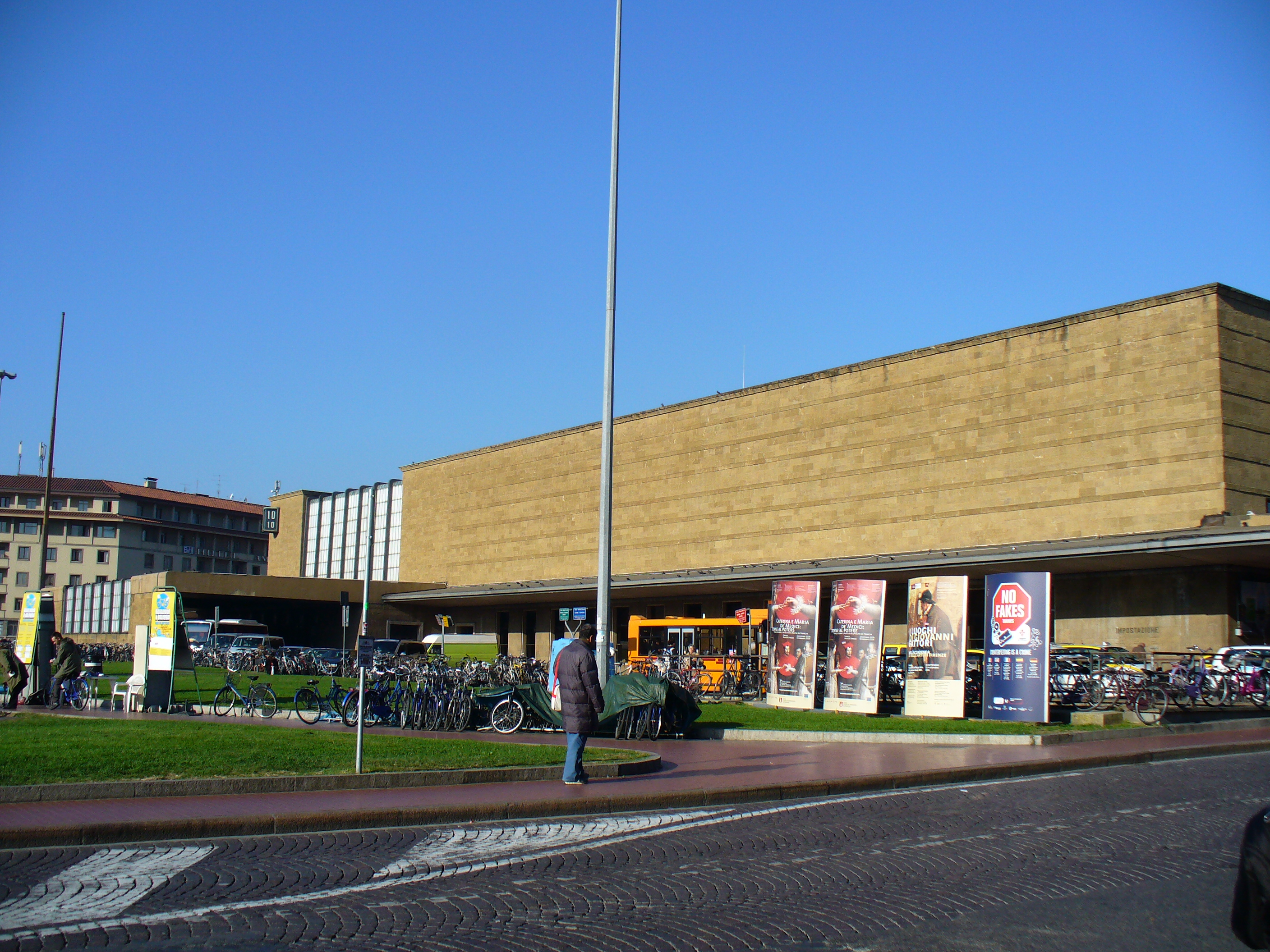
Firenze Santa Maria Novella
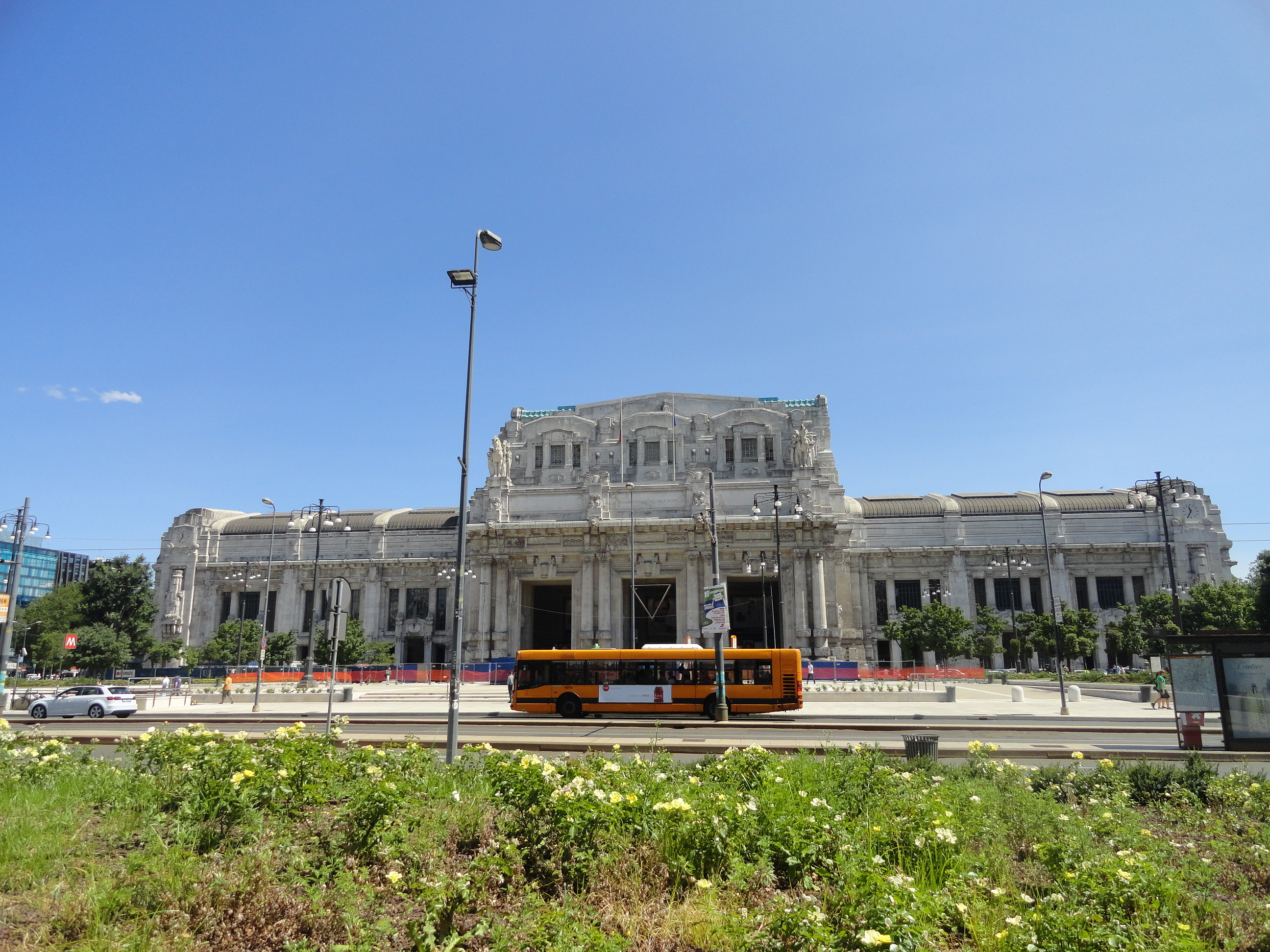
Milano Centrale
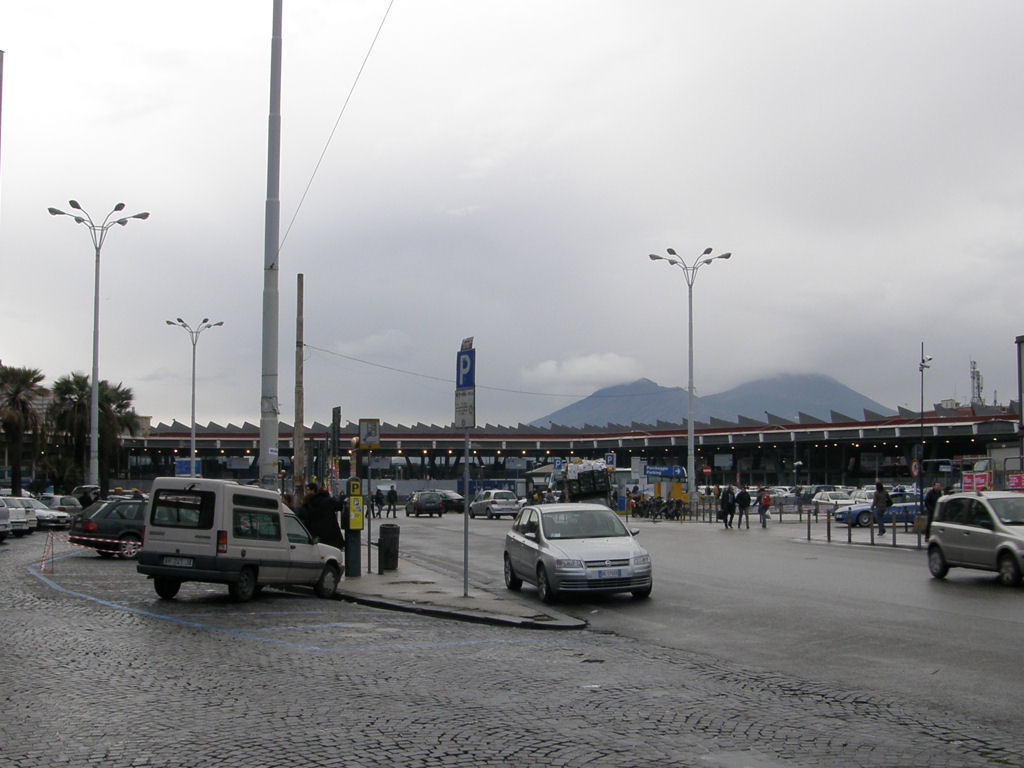
Napoli Centrale
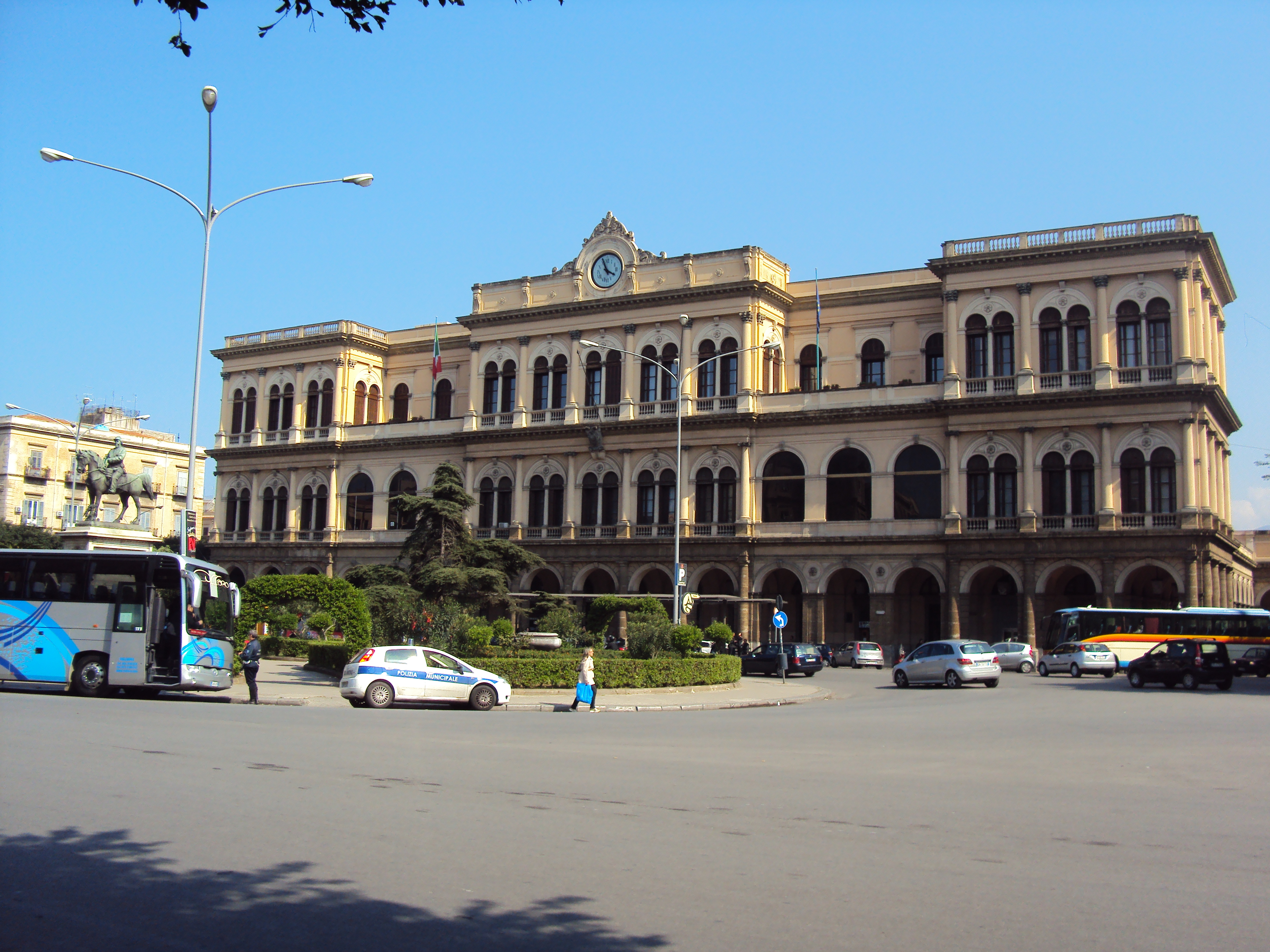
Palermo Centrale
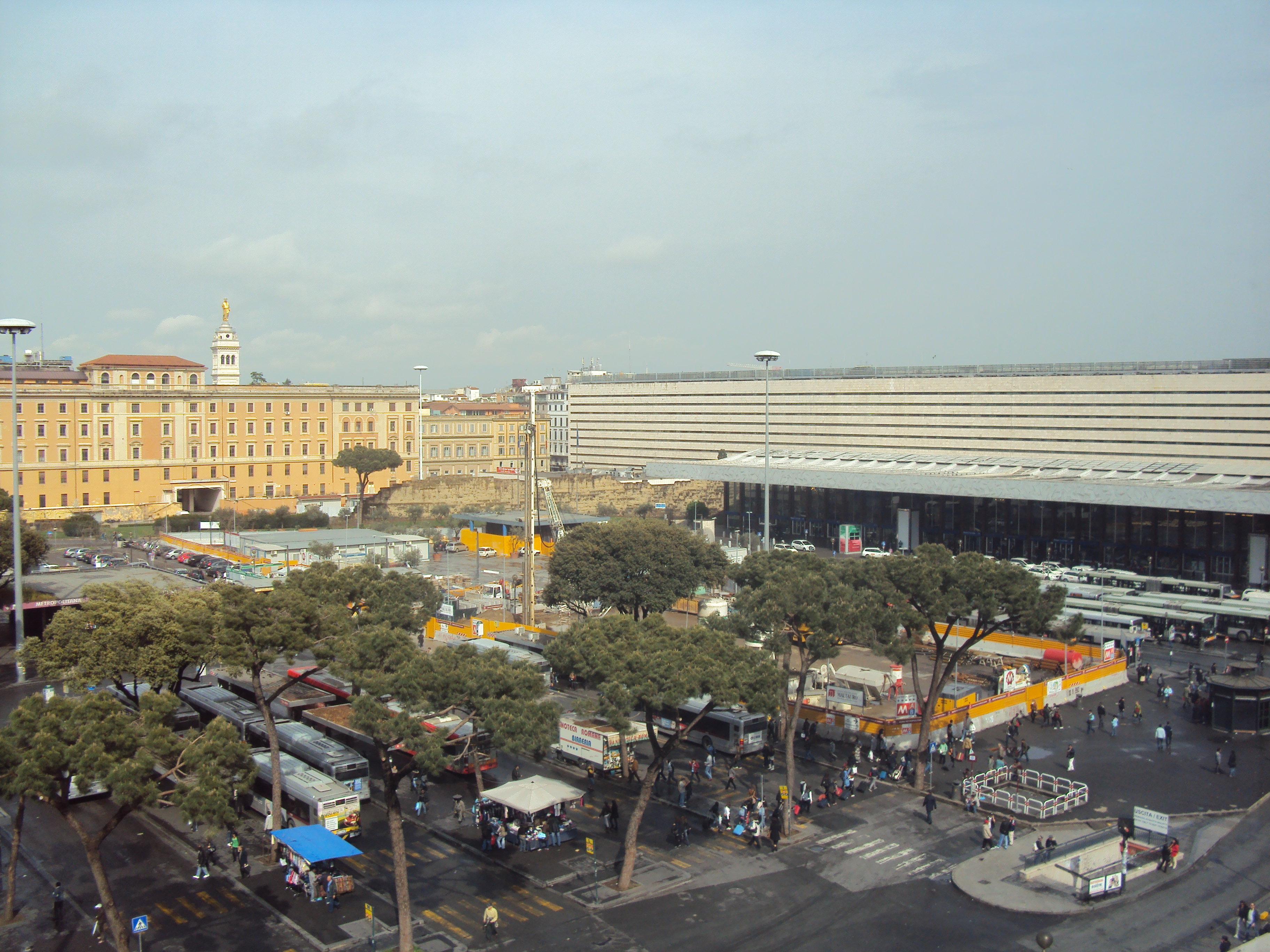
Roma Termini
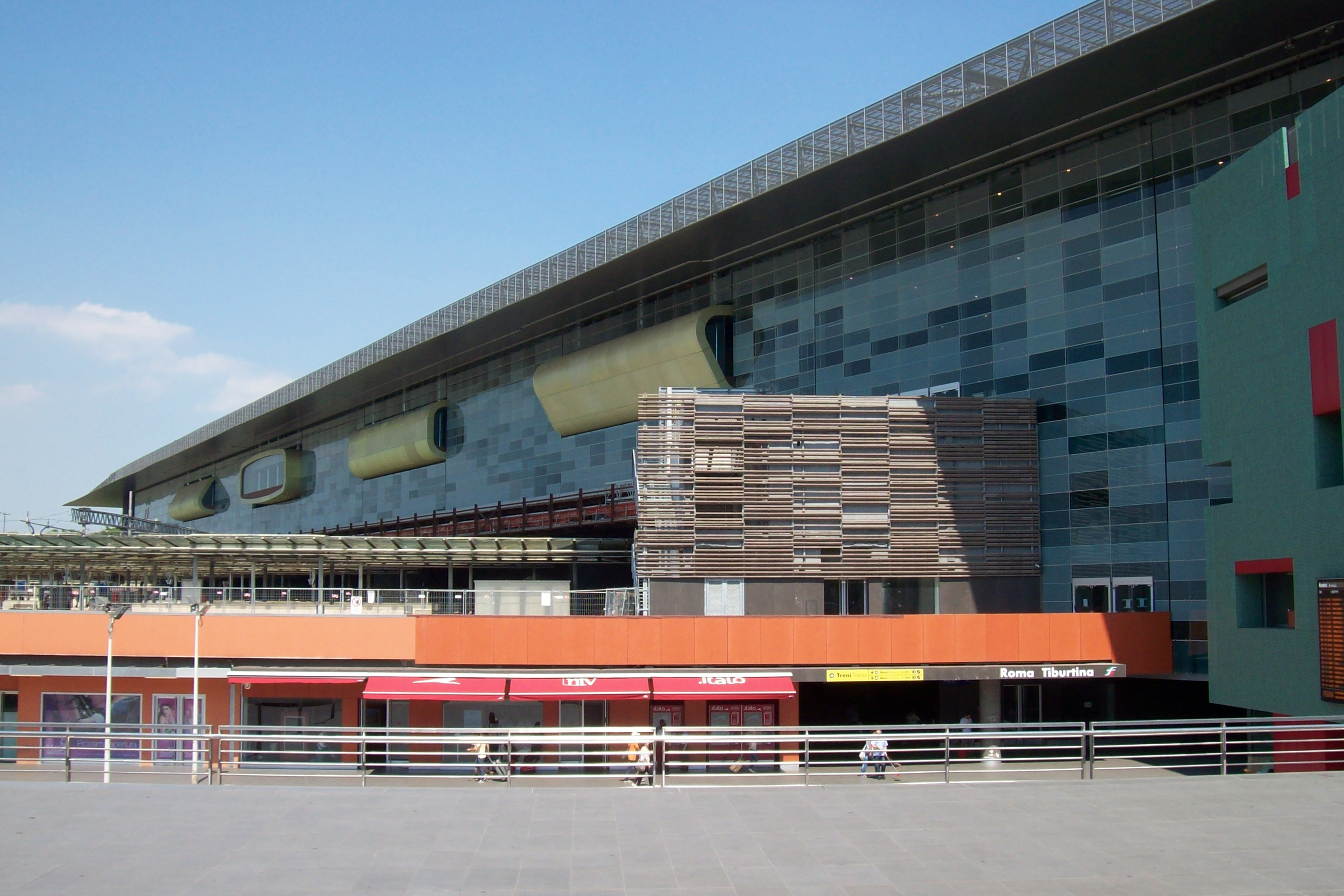
Roma Tiburtina
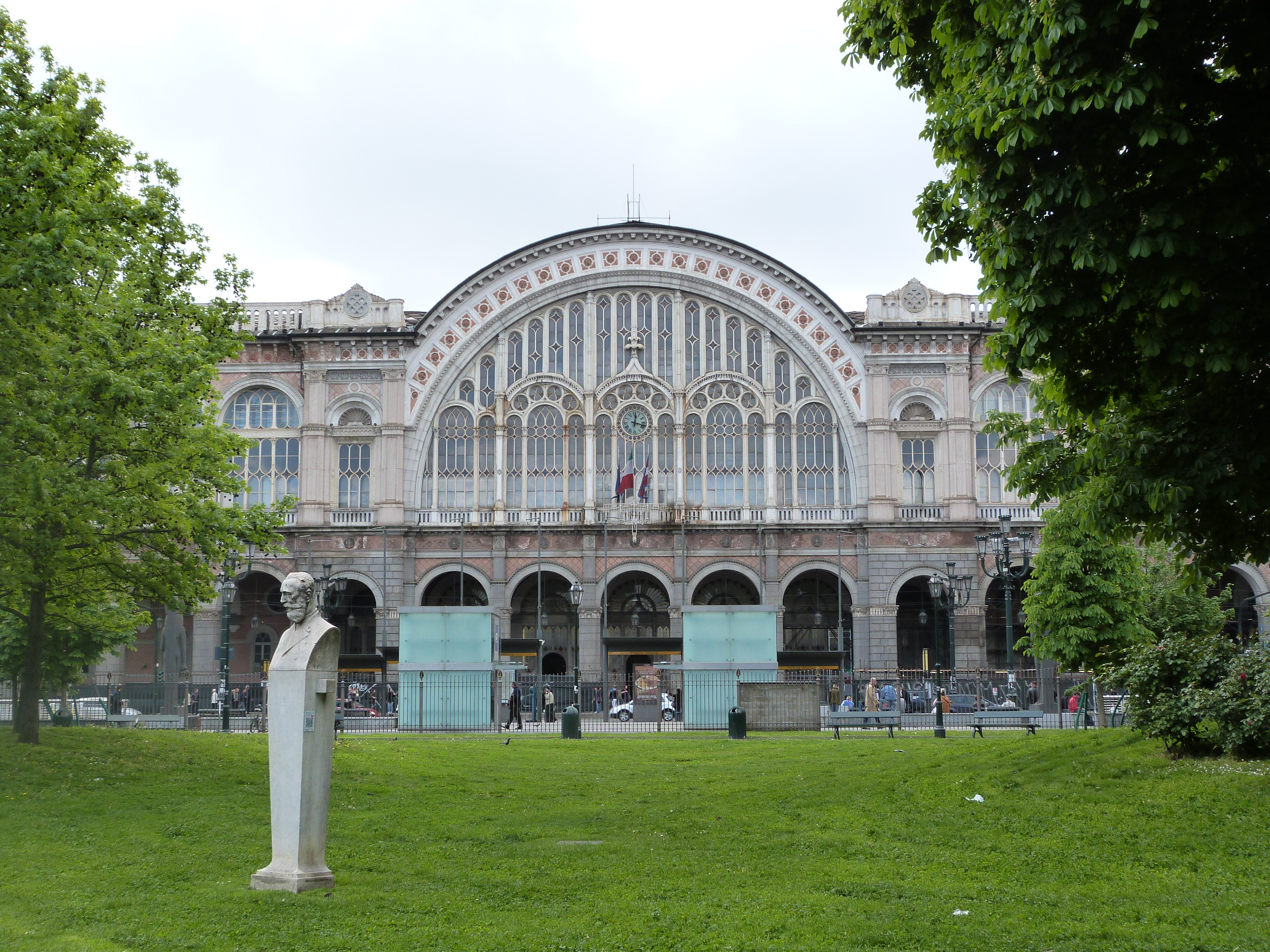
Torino Porta Nuova
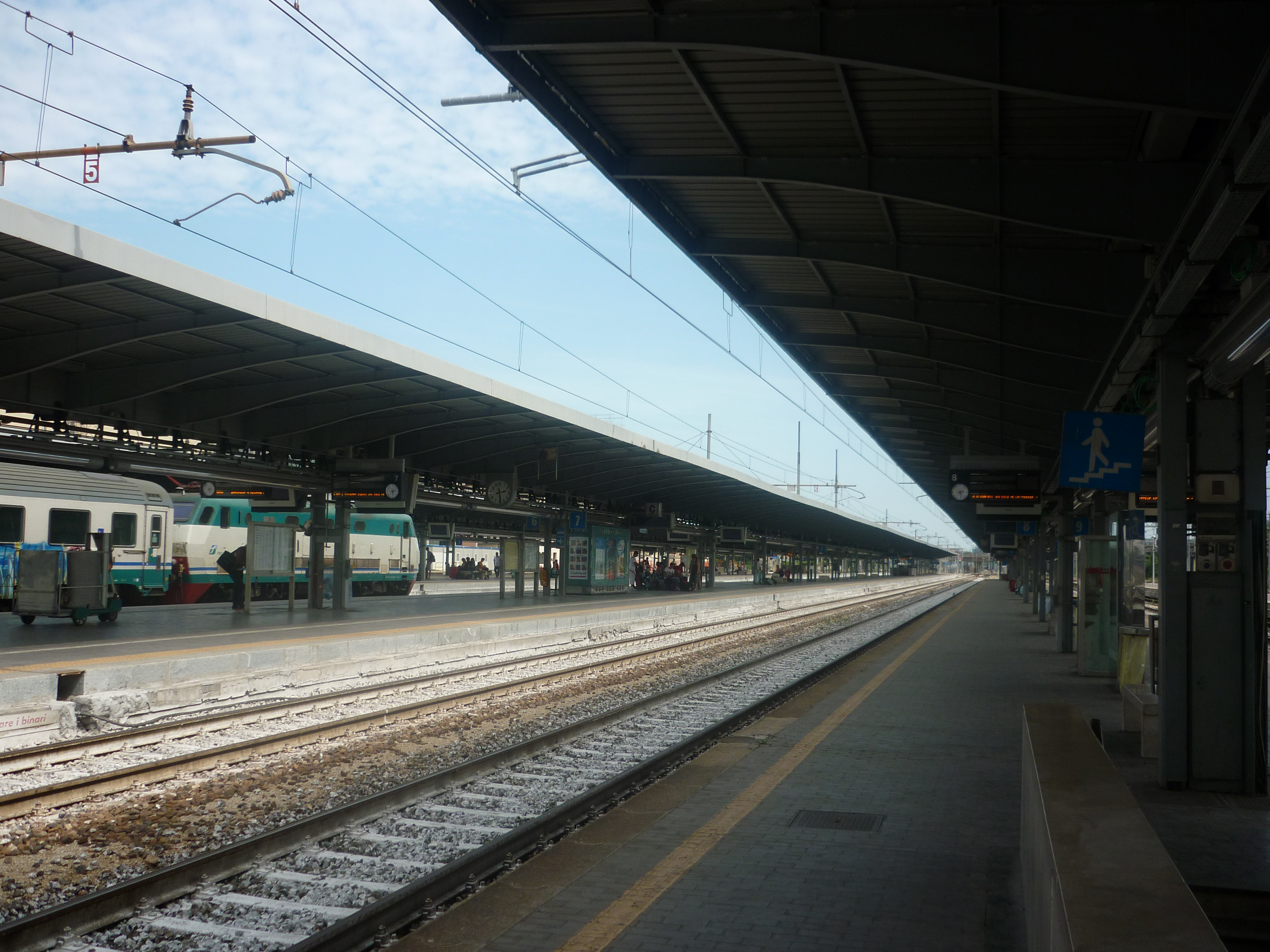
Venezia Mestre
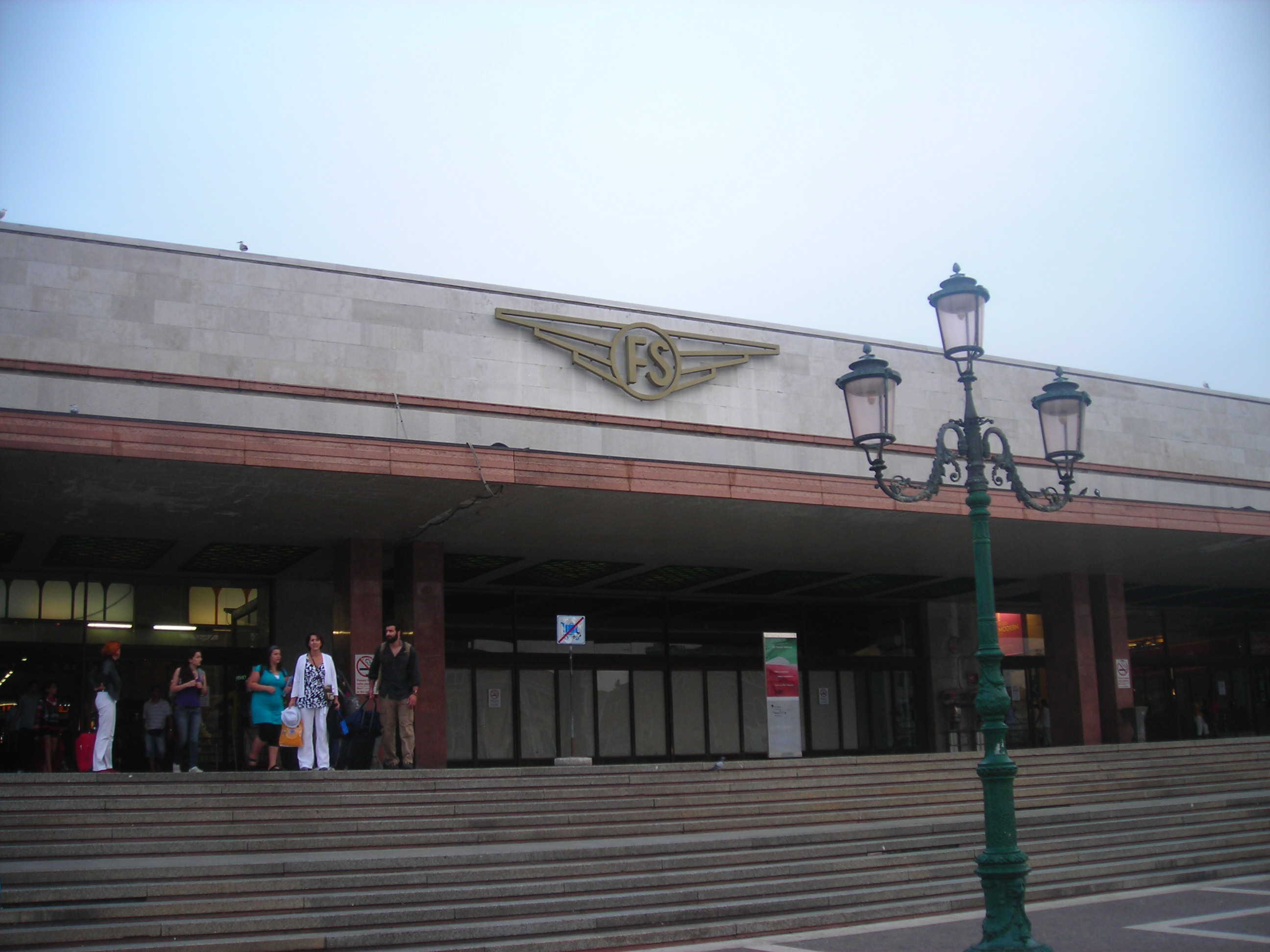
Venezia Santa Lucia
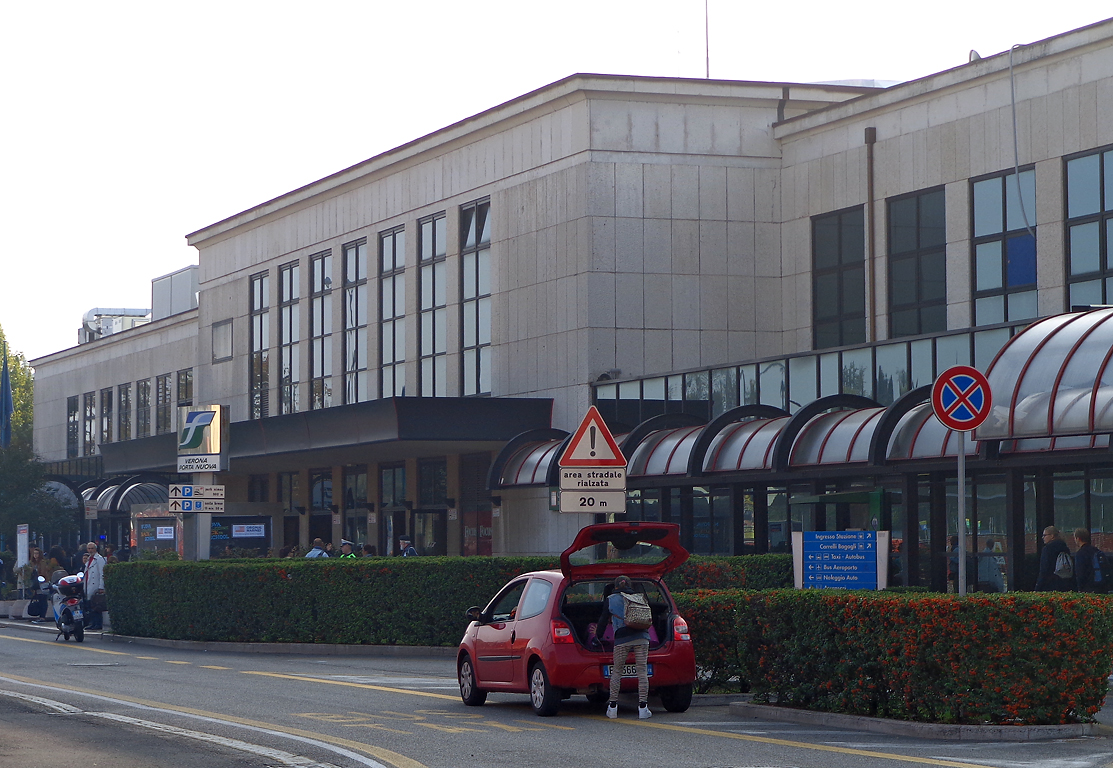
Verona Porta Nuova